# Semaine 4
D'après la norme ISO 8601, une semaine débute un lundi et s'achève un dimanche, et une semaine dépend d'une année lorsqu'elle place une majorité de ses sept jours dans l'année en question, soit au moins quatre. Dès lors, la semaine 4 est la semaine du quatrième jeudi de l'année. Ce faisant, elle suit la semaine 3 et précède la semaine 5 de la même année.
Elle commence au plus tôt le 19e jour du mois de janvier et au plus tard le 25e jour de ce même mois, une journée qu'elle contient systématiquement. En effet, elle se termine au plus tôt le 25 janvier et au plus tard le 31. Dans ce contexte, la semaine 4 est toujours la semaine du 25 janvier.

## Notations normalisées
La semaine 4 dans son ensemble est notée sous la forme W04 pour abréger.
| Jour de la semaine 4 | Notation |
| -------------------- | -------- |
| Lundi                | W04-1    |
| Mardi                | W04-2    |
| Mercredi             | W04-3    |
| Jeudi                | W04-4    |
| Vendredi             | W04-5    |
| Samedi               | W04-6    |
| Dimanche             | W04-7    |

## Cas de figure
| Cas | Le quatrième jeudi de l'année tombe… | Le 1er janvier est… | L'année est une année… | La semaine 4 débute… | La semaine 4 s'achève… | Premier cas après 2008 |
| --- | ------------------------------------ | ------------------- | ---------------------- | -------------------- | ---------------------- | ---------------------- |
| 1   | Le 22 janvier                        | Un jeudi            | D ou DC                | Le lundi 19 janvier  | Le dimanche 25 janvier | 2009                   |
| 2   | Le 23 janvier                        | Un mercredi         | E ou ED                | Le lundi 20 janvier  | Le dimanche 26 janvier | 2014                   |
| 3   | Le 24 janvier                        | Un mardi            | F ou FE                | Le lundi 21 janvier  | Le dimanche 27 janvier | 2008                   |
| 4   | Le 25 janvier                        | Un lundi            | G ou GF                | Le lundi 22 janvier  | Le dimanche 28 janvier | 2018                   |
| 5   | Le 26 janvier                        | Un dimanche         | A ou AG                | Le lundi 23 janvier  | Le dimanche 29 janvier | 2012                   |
| 6   | Le 27 janvier                        | Un samedi           | B ou BA                | Le lundi 24 janvier  | Le dimanche 30 janvier | 2011                   |
| 7   | Le 28 janvier                        | Un vendredi         | C ou CB                | Le lundi 25 janvier  | Le dimanche 31 janvier | 2010                   |

1. 1 2 3  Dans ce cas précis, l'année compte une semaine 53.